# Петрелли, Александр Иванович
Александр Иванович Петрелли (9 ноября 1968, Одесса) — российский художник, создатель галереи «Пальто».

## Биография
В 1996 году совместно с группой «Перцы» основал галерею «Пальто». Выставки галереи «Пальто» представляют собой произведения небольшого размера, экспонирующиеся на подкладке пальто, которое Петрелли распахивает перед зрителями, приходя на вернисажи и другие культурные мероприятия. Первой экспозицией «Пальто» была выставка «Художники за секс» Александра Виноградова и Владимира Дубоссарского, проведённая на выставке «Художники против секса» в клубе «Манхэттен-экспресс» в 1996 году.
В 1997 году выступил одним из основателей группы «Ди Папл под фанеру» (существовала до 2004 года).
В 2010 году проект Александра Петрелли «Галерея „Пальто“» вошёл в шорт-лист Премии Сергея Курёхина в номинации «Искусство в общественном пространстве».
В сентябре 2012 года выступил координатором проекта «Mos. Koop», пространства для продажи работ художников по цене существенно ниже их рыночной стоимости. В проекте, открывшимся в мастерской художника Николы Овчинникова, принимают участие Никита Алексеев, Константин Звездочетов, Игорь Макаревич и др.

## Персональные выставки
- 2012 — «Лимпопо». Галерея Одного Зрителя, Москва.
- 2010 — «Параметры Соломона». Галерея Е. К. Артбюро, Москва.
- 1992 — Без названия («Бобинный магнитофон»). Галерея в Трёхпрудном переулке, Москва.